# La Riera (Muntanyola)
La Riera és una masia de Muntanyola (Osona) inclosa a l'Inventari del Patrimoni Arquitectònic de Catalunya.

## Descripció
Masia de planta rectangular construïda damunt el desnivell del terreny. És coberta a dos vessants amb el carener esquerre més prolongat que l'altre, que abriga un afegitó de la casa que es troba a la part de migdia. El portal és adovellat i al davant s'hi forma una petita era cap al mur de llevant de la casa. A tramuntana i ponent al primer pis hi ha un portal amb decoracions goticitzants, que segons els propietaris procedeix d'un altre indret de la mateixa casa. A ponent hi ha un altre portal que tanca la lliça. La casa es troba envoltada per dependències agrícoles. És construïda bàsicament en pedra. A l'interior s'han fet moltes reformes.
Es conserva una imatge de Santa Julita, de talla policromada.

## Història
Antic mas que segons comenten els propietaris conserva pergamins que fan referència al mas i que daten del segle xiii. Aquests documents fan referència al mas i daten del segle XII. Aquests documents fan referència a capítols matrimonials i a l'establiment d'una vinya.
Aquest mas el trobem registrat al fogatge de 1553 de la parròquia i terme de Muntanyola. Té una masoveria, "La Guardieta".
Fou reformat al segle xix, i la darrera reforma correspon al 1943, feta sobretot a l'interior del mas. Els propietaris conserven el cognom Riera.